# Crinipes longifolius
Crinipes longifolius är en gräsart som beskrevs av Charles Edward Hubbard. Crinipes longifolius ingår i släktet Crinipes, och familjen gräs. Inga underarter finns listade i Catalogue of Life.